# Lý Bôn (xã)
Lý Bôn là một xã thuộc tỉnh Cao Bằng, Việt Nam.

## Địa lý
Xã Lý Bôn có vị trí
- Phía đông giáp xã Hưng Đạo.
- Phía tây giáp xã Niêm Sơn, tỉnh Tuyên Quang.
- Phía nam giáp xã Bảo Lâm và xã Nam Quang
- Phía bắc giáp xã Bảo Lạc và xã Cốc Pàng

Quốc lộ 34 chạy qua trung tâm xã song song với dòng sông Gâm. Ngoài ra, trên địa bàn xã còn có sông Nho Quế chảy qua.

## Hành chính
Xã Lý Bôn được chia thành 29 xóm: Bản Báng, Khuổi Bon, Khuổi Vin, Nà Mấư, Nà Mạt, Nà Mỹ, Nà Pồng, Nà Tồng, Pác Pha, Pác Ruộc, Pác Rà, Phiêng Đăm, Phiêng Lùng, Phiêng Pẻn, Tổng Ác, Bản Cài, Bản Miều, Cốc Tém, Khuổi Rò, Nà Hiên, Nà Lầu, Nà Luông, Nà Ngà, Nà Phiao, Nà Tốm, Nặm Lạn, Nặm Uốm, Phiêng Rù, Thiêng Nà.

## Lịch sử
Sau năm 1975, Lý Bôn là một xã thuộc huyện Bảo Lạc.
Ngày 25 tháng 9 năm 2000, Chính phủ ban hành Nghị định số 52/2000/NĐ-CP về việc điều chỉnh xã Lý Bôn thuộc huyện Bảo Lạc chuyển sang trực thuộc huyện Bảo Lâm mới thành lập.
Ngày 01 tháng 7 năm 2025, xã Lý Bôn là một xã thuộc tỉnh Cao Bằng.